# Sommer-Paralympics 2016/Teilnehmer (Suriname)
| stlisierte Goldmedaille | stlisierte Silbermedaille | stlisierte Bronzemedaille |
| ----------------------- | ------------------------- | ------------------------- |
| —                       | —                         | —                         |

Suriname entsendete zu den Paralympischen Sommerspielen 2016 in Rio de Janeiro einen Athleten.

## Teilnehmer nach Sportart

### Leichtathletik
Männer:
- Biondi Misasi
  - 100 Meter T12: Rang 3 im Vorlauf mit 11,56 Sekunden, Finale nicht erreicht
  - Weitsprung T12: Rang 12 mit 6,25 Metern